# 사하린의 하늘과 땅
"사하린의 하늘과 땅"은 1974년 공개된 대한민국의 영화이다.

## 배역
- 남궁원
- 신성일
- 박지영
- 한문정
- 허장강
- 문오장
- 최성관
- 이예성
- 이승렬
- 김월성
- 김광일
- 황인철
- 김용학
- 최무웅